# نايجل كوكس
نايجل كوكس (بالإنجليزية: Nigel Cox)‏ (و. 1951 – 2006 م) هو مؤلف، وروائي، وكاتب نيوزيلندي، توفي في ويلينغتون، عن عمر يناهز 55 عاماً، بسبب سرطان.